# Javra polymaculata
Javra polymaculata là một loài tò vò trong họ Ichneumonidae.